# پدرو پاسکولی
پدرو پاسکولی (اسپانیایی: Pedro Pasculli‎؛ زادهٔ ۱۷ مهٔ ۱۹۶۰) بازیکن بازنشستهٔ فوتبال اهل آرژانتین در پست فوروارد است. او از اعضای تیم ملی فوتبال آرژانتین در جام جهانی ۱۹۸۶ بود که به همراه آن تیم قهرمان جهان شدند. او تک‌گل تیمش را مقابل اوروگوئه در مرحلهٔ یک‌هشتم نهایی به ثمر رساند.
از باشگاه‌هایی که در آن بازی کرده‌است می‌توان به لچه، نیولز اولد بویز، باشگاه فوتبال ساگان توسو و آرژانتینوس جونیورز اشاره کرد.